# パルモン
パルモンはデジタルモンスターシリーズに登場する架空の生命体・デジタルモンスターの一種。

## 概要
Ver.4から登場する。

## 種族としてのパルモン
タネモンから進化した爬虫類系のデジモンだが光合成や足から土中の養分を吸い取る生態などから植物型デジモンに分類されている。頭部の花はパルモンの感情に応じた匂いを分泌し、楽しいと感じている時は甘い香りを、怒った時や危険を感じた時は大型デジモンも逃げ出すほどの臭い匂いを放出する。

### 基本データ
- 世代/成長期
- タイプ/植物型
- 属性/データ
- 必殺技/ポイズンアイビー
- 得意技/ルートストレッチ、プラントショック
- 勢力/ネイチャースピリッツ

必殺技
ポイズンアイビー
敵に毒を持った蔦を絡ませて痺れさせる。

### X抗体版
- 得意技/RGBハーブ

「X抗体」の影響によりX-進化を経たパルモン。頭の花が3段になるなど全体的に派手なデザインとなっている。自身の感情の変化に伴って放出する匂いの種類が増えており、怒った時は花弁が赤色になって劇薬的な匂いを、悲しい時は花弁が青緑色になって敵の戦う気力を奪う涼しげな匂いを、楽しい時は花弁が黄色になって周りにいるデジモンに幻覚を見せて現実逃避させる匂いを撒き散らす。この匂いの素は体内で合成されて両腕の爪の中に仕込まれ、その爪で攻撃されたデジモンは精神に混乱を来す。

### 亜種・関連種・その他
- タネモン
- アルラウモン

亜種。
- フローラモン

ライバル。

## 登場人物としてのパルモン

### アニメ
太刀川ミミのパートナーデジモン。声優は溝脇しほみ（現:山田きのこ）。攻撃力が弱く、ポイズンアイビーは専ら移動手段として用いられていた。ミミと似た性格で、同調しやすく、ミミが悲しめば共に悲しみ、ミミが笑えば共に笑うといった同じような行動をとることが多いが、時にはミミに手を焼かされることも。自分の見た目を気にしていたが、リリモンに進化したことで解消された。
- ユラモン⇔タネモン⇔パルモン⇔トゲモン⇔リリモン⇔ロゼモン

（なお、ロゼモンはゲーム内のみ進化するが、ある種のパラレルワールドを舞台にしたゲームである為、元の「パルモン」がこの進化能力を持っているかは不明。PSP版でもロゼモンにワープ進化し、triでもロゼモンへと進化した）

#### 楽曲
- 小指のファンタジー〜植物はあきらめない〜

### デジモンリアライズ
ゲーム内に登場。